# Çameli (district)
Çameli is een Turks district in de provincie Denizli en telt 20.953 inwoners (2007). Het district heeft een oppervlakte van 708,05 km².
De bevolkingsontwikkeling van het district is weergegeven in onderstaande tabel.
| 1997   | 2000   | 2007   |
| ------ | ------ | ------ |
| 22.669 | 19.100 | 20.953 |